# Тетин (Бероун)
Тетин (чеш. Tetín) је насељено мјесто са административним статусом сеоске општине (чеш. obec) у округу Бероун, у Средњочешком крају, Чешка Република. Света Људмила је мученички пострадала 917. године у Тетину.

## Становништво
Према подацима о броју становника из 2014. године насеље је имало 859 становника.